# Samuel Kopásek
Samuel Kopásek (ur. 22 maja 2003 w Czadcy) – słowacki piłkarz grający na pozycji obrońcy w klubie MŠK Žilina.

## Kariera juniorska
Kopásek grał jako junior w ŠK Čierne (do 2014), na wypożyczeniu w FK Čadca (2013) i MŠK Žilina (2014), przez który został wykupiony i grał w jego juniorskich zespołach w latach 2014–2022.

## Kariera seniorska

### MŠK Žilina
Kopásek zadebiutował w pierwszej drużynie MŠK Žilina 4 maja 2022 w meczu z MFK Ružomberok (0:3). Pierwszą bramkę zdobył 7 grudnia 2024 w wygranym 2:1 spotkaniu przeciwko Slovanowi Bratysława.
Kopásek w latach 2021–2024 występował w rezerwach MŠK Žilina. Rozegrał dla nich 36 meczów i strzelił 3 gole.

### Tatran Preszów
Kopásek został wypożyczony do Tatrana Preszów 14 września 2023. Debiut dla nich zaliczył 15 września 2023 w przegranym 1:2 spotkaniu przeciwko Spartakowi Myjava. Pierwszego gola strzelił 28 października 2023 w meczu z MFK Dolný Kubín (3:0). Ostatecznie w ich barwach wystąpił 16 razy i zdobył dwie bramki.

## Kariera reprezentacyjna

### Młodzieżowe reprezentacje Słowacji
W 2018 Kopásek rozegrał 2 mecze w reprezentacji Słowacji U-15. W latach 2018–2019 dwukrotnie wystąpił w kadrze Słowacji U-16, a w 2020 zaliczył jeden występ w barwach reprezentacji Słowacji U-17. W 2021 rozegrał dwa mecze dla kadry Słowacji U-18. W latach 2021–2022 grał w reprezentacji Słowacji U-19. W 2022 pojechał z nimi na Mistrzostwa Europy U-19, na których zagrał w meczach z Francją (0:5), Włochami (0:1), Rumunią (1:0) i Austrią (1:0). W ostatnim z nich strzelił bramkę. Łącznie rozegrał dla nich 15 meczów i strzelił jednego gola. W latach 2022–2023 11 razy zagrał dla kadry Słowacji U-20, z czego czterokrotnie na Mistrzostwach Świata U-20 2023 (4:0 z Fidżi, 1:2 z Ekwadorem, 0:2 z USA i 1:5 z Kolumbią). W 2023 zadebiutował w reprezentacji Słowacji U-21. W 2025 zagrał z nią na Mistrzostwach Europy U-21 rozgrywanych na Słowacji. Wystąpił na nich w trzech meczach (2:3 z Hiszpanią, 0:1 z Włochami i 2:1 z Rumunią). W jej barwach wystąpił łącznie 14 razy i zdobył jedną bramkę.

## Statystyki

### Klubowe
(aktualne na dzień 3 lipca 2025)
| Klub               | Sezon              | Liga               | Liga  | Liga   | Puchar kraju | Puchar kraju | Europa | Europa | Suma  | Suma   |
| Klub               | Sezon              | Liga               | Mecze | Bramki | Mecze        | Bramki       | Mecze  | Bramki | Mecze | Bramki |
| ------------------ | ------------------ | ------------------ | ----- | ------ | ------------ | ------------ | ------ | ------ | ----- | ------ |
| MŠK Žilina II      | 2020/21            | II liga słowacka   | 3     | 0      | 0            | 0            | –      | –      | 3     | 0      |
| MŠK Žilina II      | 2021/22            | II liga słowacka   | 6     | 0      | 0            | 0            | –      | –      | 6     | 0      |
| MŠK Žilina II      | 2022/23            | II liga słowacka   | 23    | 1      | 0            | 0            | –      | –      | 23    | 1      |
| MŠK Žilina II      | 2023/24            | II liga słowacka   | 4     | 2      | 0            | 0            | –      | –      | 4     | 2      |
| MŠK Žilina II      | Ogólnie            | Ogólnie            | 36    | 3      | 0            | 0            | 0      | 0      | 36    | 3      |
| MŠK Žilina         | 2021/22            | I liga słowacka    | 4     | 0      | 0            | 0            | –      | –      | 4     | 0      |
| MŠK Žilina         | 2022/23            | I liga słowacka    | 8     | 0      | 2            | 0            | –      | –      | 10    | 0      |
| MŠK Žilina         | 2023/24            | I liga słowacka    | 1     | 0      | 1            | 0            | 0      | 0      | 2     | 0      |
| MŠK Žilina         | 2024/25            | I liga słowacka    | 30    | 1      | 5            | 0            | –      | –      | 35    | 1      |
| MŠK Žilina         | 2025/26            | I liga słowacka    | 0     | 0      | 0            | 0            | 0      | 0      | 0     | 0      |
| MŠK Žilina         | Ogólnie            | Ogólnie            | 43    | 1      | 8            | 0            | 0      | 0      | 51    | 1      |
| Tatran Preszów     | 2023/24            | II liga słowacka   | 15    | 1      | 1            | 0            | –      | –      | 16    | 1      |
| Tatran Preszów     | Ogólnie            | Ogólnie            | 15    | 1      | 1            | 0            | 0      | 0      | 16    | 1      |
| Ogólnie w karierze | Ogólnie w karierze | Ogólnie w karierze | 94    | 5      | 9            | 0            | 0      | 0      | 103   | 5      |

### Reprezentacyjne
(aktualne na dzień 3 lipca 2025)
| Reprezentacja      | Rok                | Mecze | Bramki |
| ------------------ | ------------------ | ----- | ------ |
| Słowacja U-15      | 2018               | 2     | 0      |
| Ogólnie            | Ogólnie            | 2     | 0      |
| Słowacja U-16      | 2018               | 1     | 0      |
| Słowacja U-16      | 2019               | 1     | 0      |
| Ogólnie            | Ogólnie            | 2     | 0      |
| Słowacja U-17      | 2020               | 1     | 0      |
| Ogólnie            | Ogólnie            | 1     | 0      |
| Słowacja U-18      | 2021               | 2     | 0      |
| Ogólnie            | Ogólnie            | 2     | 0      |
| Słowacja U-19      | 2021               | 11    | 0      |
| Słowacja U-19      | 2022               | 4     | 1      |
| Ogólnie            | Ogólnie            | 15    | 1      |
| Słowacja U-20      | 2022               | 5     | 0      |
| Słowacja U-20      | 2023               | 6     | 0      |
| Ogólnie            | Ogólnie            | 11    | 0      |
| Słowacja U-21      | 2023               | 1     | 0      |
| Słowacja U-21      | 2024               | 8     | 0      |
| Słowacja U-21      | 2025               | 5     | 1      |
| Ogólnie            | Ogólnie            | 14    | 1      |
| Ogólnie w karierze | Ogólnie w karierze | 47    | 2      |